# Thebae in Thebaide
Thebae in Thebaide (Teby w Tebaidzie, łac. Thebanus in Thebaide) – historyczna diecezja, a następnie tytularna stolica biskupia w Kościele rzymskokatolickim, zniesiona w 1952 r.

## Biskupi
| Lp. | Biskup                        | Funkcja                                                             | Od               | Do                  |
| --- | ----------------------------- | ------------------------------------------------------------------- | ---------------- | ------------------- |
| 1   | Venanzio Mobili               | rektor Papieskiej Akademii Kościelnej                               | 1873             | 1875                |
| 2   | Bernardo Nardi OFMCap         |                                                                     | 13 sierpnia 1895 | 1 października 1911 |
| 3   | Ildefonso Vincenzo Pisani CRL | biskup senior diecezji Tursi-Lagonegro (Włochy)                     | 3 stycznia 1912  | 21 maja 1924        |
| 4   | Joseph-Jean-Baptiste Hallé    | wikariusz apostolski Północnego Ontario (Northern Ontario) (Kanada) | 16 grudnia 1920  | 18 grudnia 1920     |
| 5   | Wilhelm Burger                | biskup pomocniczy archidiecezji fryburskiej (Niemcy)                | 1 września 1924  | 15 marca 1952       |